# 서식스 (닭)

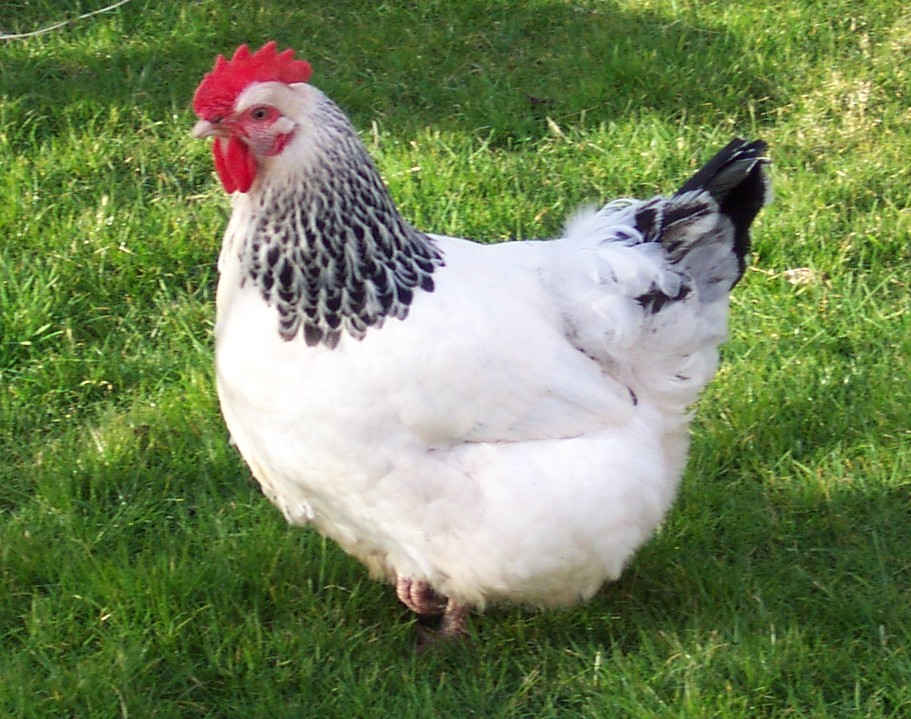
라이트 서식스 품종의 암탉

서식스(영어: Sussex chicken)는 영국에서 개량된 닭 품종으로, 닭고기와 달걀을 모두 얻기 위해 개량된 난육겸용종이다. 전통적으로 영국의 옛 서식스주 지역에서 사육되었으며 영국 닭 품종 가운데 가장 유서깊은 품종 가운데 하나이다.

## 내종 및 특성
서식스종은 깃털 색깔에 따라 갈색(Brown), 담황색(Buff), 라이트(Light), 적색(Red), 스페클드(Speckled), 은색(Silver) 등의 내종이 있으며, 이 중 반점서섹스와 적색서섹스, 라이트 서식스가 대표적이다.
귀뿔이 하얗거나 피부, 정강이, 발이 노란색이면 실격이다.

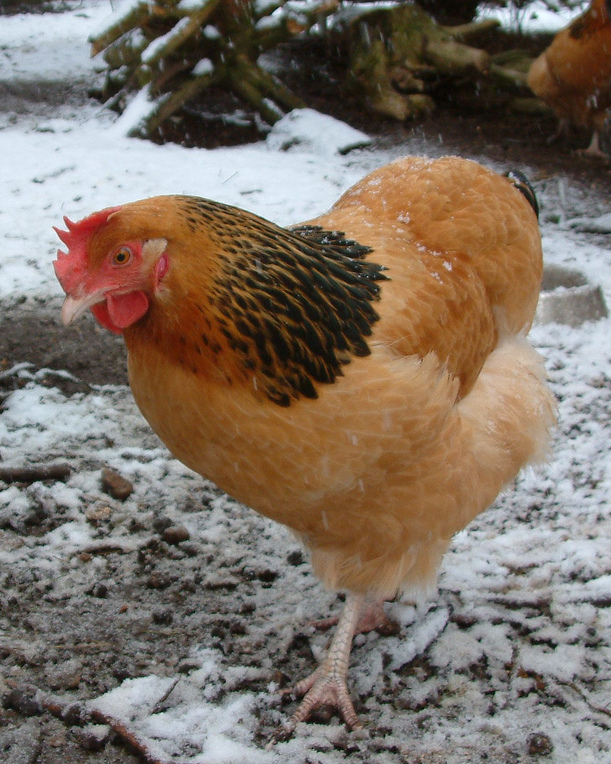
담황색 서식스 품종의 암탉
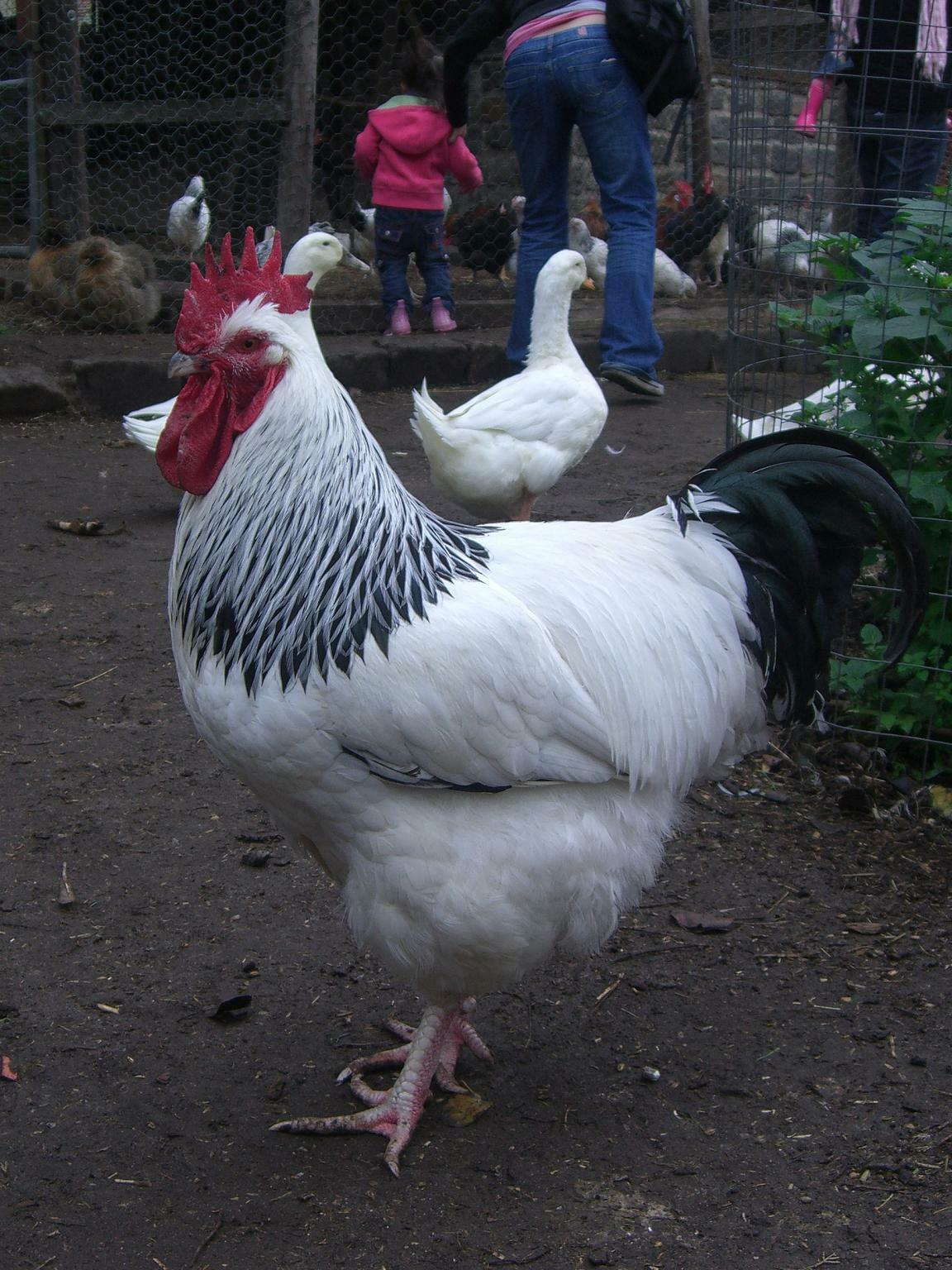
라이트 서식스 품종의 수탉
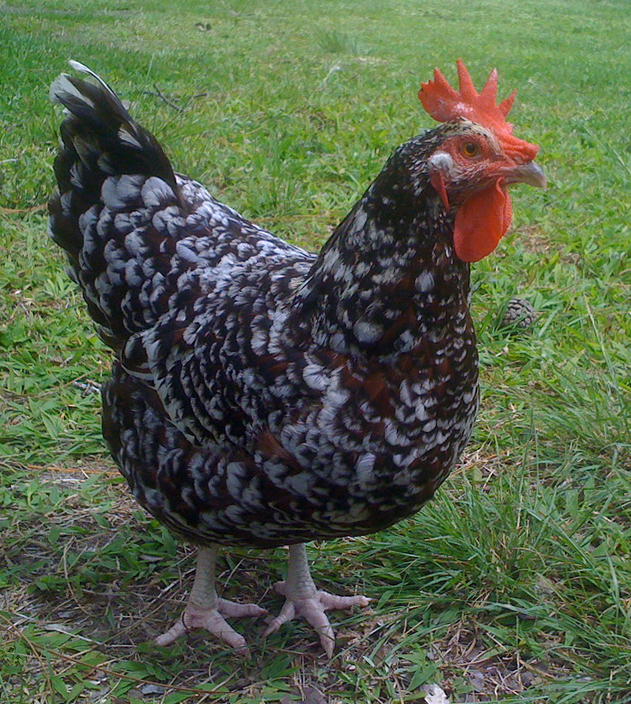
반점서식스 품종의 암탉
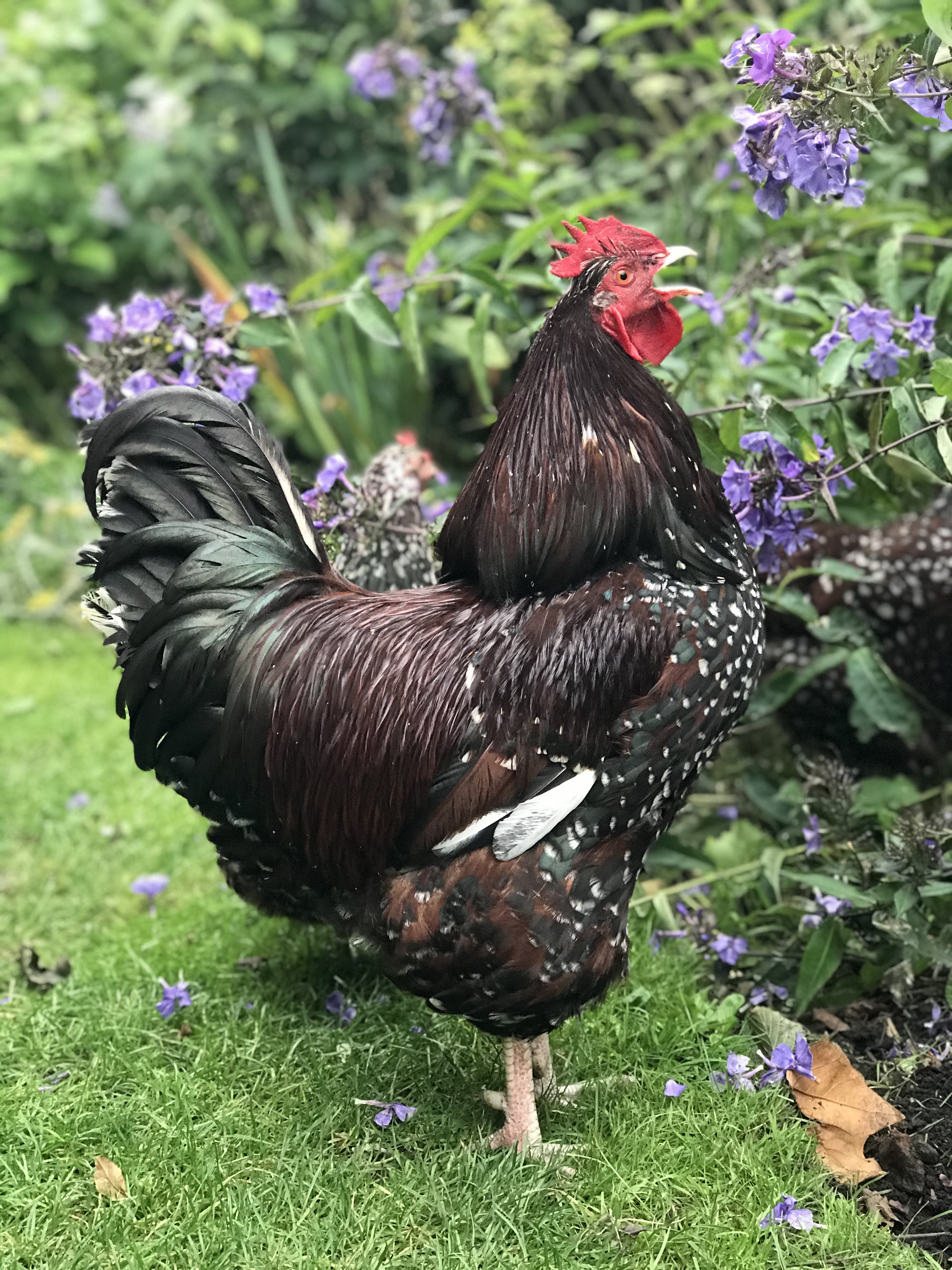
반점서식스 품종의 수탉